# Nigel Worthington
Nigel Worthington, född 4 november 1961 i Ballymena, Nordirland, är en före detta fotbollsspelare och numera tränare i York City. Worthington tillbringade största delen av sin spelarkarriär i Sheffield Wednesday där han spelade 338 ligamatcher mellan 1984 och 1994. Mellan 1984 och 1997 spelade han 66 landskamper.